# جينا كروغ
يورجينا أنّا سفاردروب “جينا” كروغ (بالنرويجية البوكمول: Gina Krog)‏ (ولدت في العشرين من شهر يونيو عام 1847 – توفت في الرابع عشر من شهر أبريل عام 1916) هي مُدرّسة نرويجية وسياسية ليبرالية ومحررة ومناصرة لحق المرأة في الاقتراع. لعبت دوراً مركزياً في الحركة النسوية النرويجية من ثمانينيات القرن التاسع عشر وحتى وفاتها، حيث ترأست الحملات التي تدعو لمنح النساء حقهن في الاقتراع. في عام 1884، شاركت كروغ في إنشاء الجمعية النرويجية لحقوق النساء بالاشتراك مع عضو البرلمان، الليبرالي هاغبارد بيرنر. وعلى مر العقدين التاليين، شاركت كروغ أيضاً في تأسيس رابطة اقتراع النساء والجمعية الوطنية لحقوق النساء في الاقتراع والمجلس النسوي الوطني النرويجي، فتزعمت بذلك عَرْضَ المقترحات النسائية بخصوص حق الاقتراع على البرلمان النرويجي. كتبت كروغ مقالات وألقت خطابات وسافرت إلى بلدان أوروبا وأمريكا الشمالية لتحضر المؤتمرات الدولية لحقوق النساء. كانت محررة في المجلة الدورية النسوية Nylænde (أو الأرض الجديدة) منذ عام 1887 وحتى وفاتها عام 1916.
اعتُبرت أفكار كروغ راديكالية، حيث سعت إلى حصول النساء على حقوقهن في الاقتراع كاملةً كمثيلاتها المتاحة للرجال. وغالباً ما أوقعتها تلك الأفكار في جدالات وخصومات مع أعضاء أكثر اعتدالاً في الحركة النسوية النرويجية، حيث تمثلت الأهداف لبعض النسويات في الحصول على حقوق محدودة وطبقية بدلاً من الأهداف التي سعت إليها كروغ. في عام 1910، منح البرلمان النرويجي الحقّ للنساء بإدلاء أصواتهن في الانتخابات البلدية، ووسع هذا الحق ليشمل الانتخابات العامة في عام 1913.
كانت كروغ أول امرأة في النرويج تحصل على جنازة حكومية بعد موتها. تمنح الجمعية الوطنية لحقوق النساء في النرويج جائزة جينا كروغ السنوية للناشطات النسويات، وبدأت بهذا التقليد منذ عام 2009. وفي مارس من عام 2013، وفي يوم المرأة العالمي، أُعيد تسمية حقل Dagny النفطي باسم جينا كروغ تكريماً لها.

## حياتها المبكرة
وُلدت يورجينا أنّا سفاردروب “جينا” كروغ في العشرين من شهر يونيو عام 1874 في فلاكستاد في لوفوتن، وكانت ابنة القس يورجن سفاردروب كروغ (ولد عام 1805 –توفي عام 1847) وإنغيبورغ أنا داس برينشمان (ولدت عام 1814 –توفت عام 1872). كان شقيقها فريدريك محامٍ. عاشت كروغ مع والدتها في كارموي بعد وفاة والدها المبكرة، وانتقلت عندما أصبح عمرها 8 سنوات إلى كريستيانيا (أوسلو حالياً)، فالتحقت هناك بمدرسة للفتيات. ثم عملت في شبابها مدرّسة في المدارس الخاصة لعدة سنوات، وأكملت بذلك تحسين مهاراتها اللغوية والأدبية عن طريق الدراسة الذاتية. كانت كروغ أيضاً عمة الكاتبة هيلغي كروغ (ابنة شقيقها) وسلفة النسوية سيسيلي ثورسن كروغ.
كانت كروغ من أولى النساء اللواتي يمارسن رياضة السير الجبلي في جبال يوتنهايم، مما أكسبها صفة “متسلقة الجبال”. لم تتزوج كروغ مطلقاً طوال حياتها.

## عملها النسوي
تركت كروغ عام 1880 مهنة التدريس إلى الأبد لتدافع عن حقوق النساء. سافرت إلى بريطانيا العظمى حيث استقرت هناك في كلية بيدفورد وتعرّفت على أشخاصٍ ضمن الاتحاد الوطني لجمعيات الدفاع عن حق النساء في التصويت، من ضمن هذه الشخصيات السياسية ميليسينت فوسيت. وعندما كانت في بريطانيا، كتبت مقالاتٍ وأرسلتها إلى الصحف النرويجية مستخدمة أسماء مزيفة في البداية. ساعدتها تجربتها في الحركات النسوية البريطانية في تطوير أفكارها ومعتقداتها النسوية. كانت أفكارها متطرفة على عكس النسويات المعتدلات في عصرها –اللواتي ركزن على تحسين الظروف الاقتصادية للنساء بشكل عام –حيث طالبت كروغ بالحقوق السياسية للنساء كاملة. كان هدفها شرعنة حق المرأة في الاقتراع بشكل كاملٍ كنظرائها الرجال، وبدون أي تنازلات فيما يتعلق بهذه المسألة. فلجأت إلى إبراز الصفات البشرية المشتركة بين النساء والرجال، قائلة أن من حق أي شخصٍ الحصول على نفس الحريات والمكانة السياسية إذا التزم يدفع الضرائب والواجبات العامة. فضلت بعض النسويات التركيز على الفروقات الجندرية، وعللن ذلك بالصفات الأنثوية الخاصة التي تملكها المرأة والتي تجعلها قادرة على التصويت والاقتراع، لكن كروغ فضلت الابتعاد عن هذا الخطاب.
وعند عودتها إلى النرويج، أصبحت كروغ عام 1883 عضواً مؤسساً في أول نادي نسوي نرويجي. وفي العام التالي، كانت أولى النرويجيات اللواتي ينخرطن في المناظرات العامة، فتطرقت إلى حقوق النساء في مناظرة استمرت 3 أيامٍ نظمها الطلاب.
في عام 1884، عملت كروغ على تأسيس الجمعية النرويجية لحقوق النساء بالاشتراك مع هاغبارد إيمانويل بيرنر، وهو أول رئيس للجمعية. استطاعت الجمعية جذب 220 عضواً في البداية، وكان أعضاؤها من النساء والرجال، ومركزها خارج كريستيانيا (أوسلو حالياً).
في شهر ديسمبر من عام 1885، شاركت كروغ أيضاً بتأسيس رابطة الاقتراع النسائية بالاشتراك مع 9 نساء أخريات من الجمعية النرويجية لحقوق النساء. كانت كروغ رئيسة الرابطة منذ عام 1885 وحتى عام 1897. استقت إلهامها من كتابٍ بعنوان “تاريخ حق تصويت النساء”، وهو مجموعة من المؤلفات التاريخية حصلت عليها من الناشطة الأمريكية في مجال حقوق النساء سوزان بي. أنثوني. لم تسمح رابطة الاقتراع النسائية بانضمام الأعضاء الذكور، واقتصرت فقط على النساء، حيث كانت فلسفة الرابطة تقوم على مبدأ مسؤولية النساء وحدهن في تحقيق المساواة السياسية.
بالرغم من مساعي الرابطة التي أسستها كروغ، لكن طلبات شرعنة حق المرأة في الاقتراع باءت بالفشل. في عام 1886، سلّمت الرابطة أول طلبٍ نرويجي إلى البرلمان طُلب فيه شرعنة حق المرأة في الاقتراع، لكن الطلب رُفض أيضاً من طرف المشرعين عام 1890، ولم يحصل سوى على 44 صوتاً مقابل 114. لذا قررت النساء في رابطة الاقتراع النسائية تعديل أهدافهن والحصول على حق الاقتراع في الانتخابات البلدية أولاً، وتلك فكرة جاء بها بيرنر. رفضت كروغ قبول هذه الاستراتيجية. وفي عام 1893، رُفع طلب آخر من إحدى الحركات النسوية إلى البرلمان النرويجي كي يتم إعطاء المرأة حقها في الاقتراع، وحصل الطلب هذه المرة على موافقة أكثر من 50 بالمئة من أعضاء البرلمان، لكنه لم يحصل على دعم الثلثين اللازم لإحداث تغييرٍ دستوري.

## وفاتها وإرثها

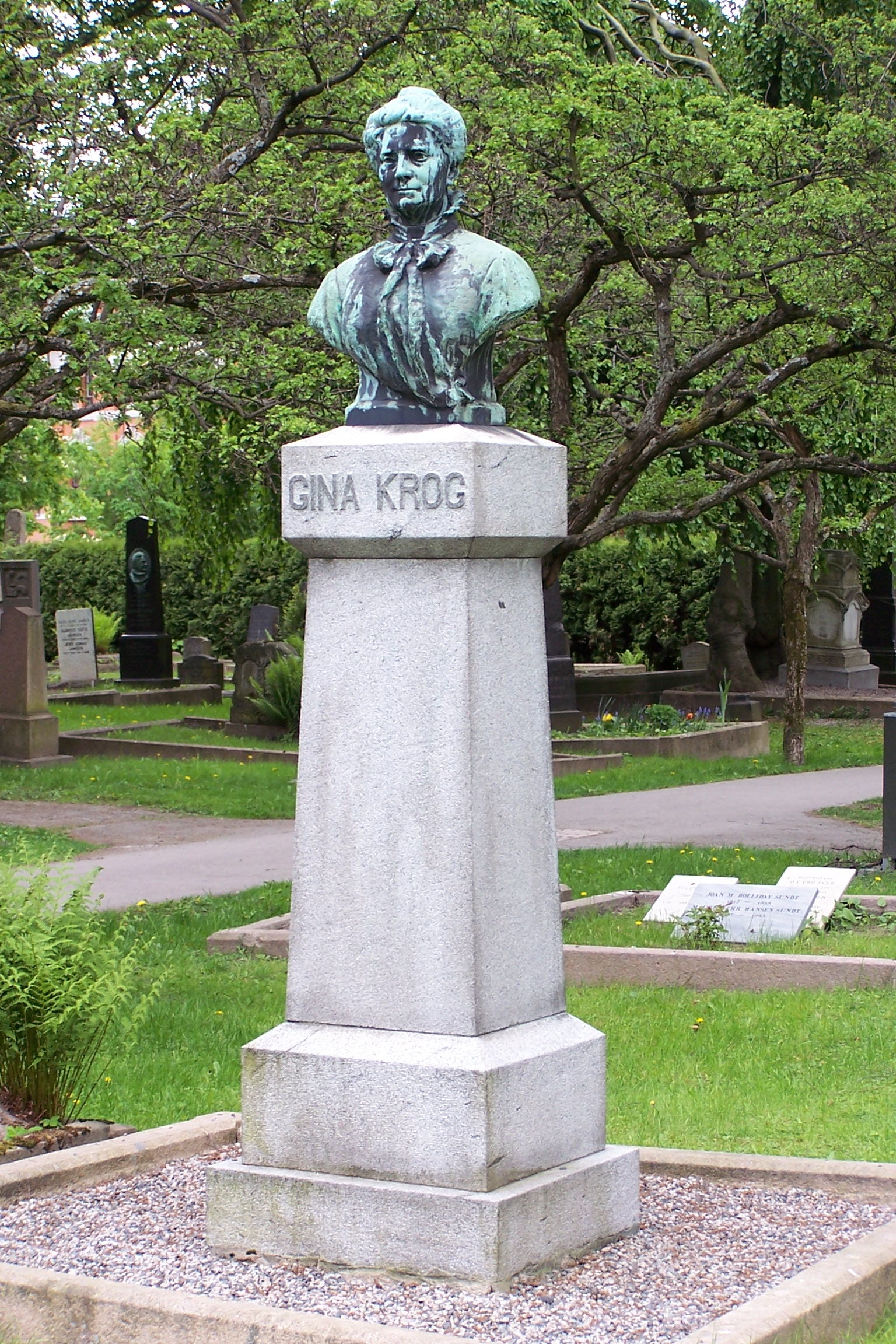
قبر جينا كروغ في أوسلو. تمثال نصفي من عام 1919 من تصميم أمبروزيا تونيسن.

توفت كروغ في الرابع عشر من شهر أبريل عام 1916 إثر نزلة وبائية. كانت أول امرأة في النرويج تُكرّم بجنازة على نفقة الحكومة. شاركت عدة خريجات جامعيات في حرس الشرف، وغنت النرويجية بيرغليون بيورنسن بصوت الميزو–سوبرانو في جنازتها. كما حضر هذه الجنازة رئيس الوزراء ورئيس البرلمان النرويجيين ورئيس المحكمة العليا النرويجية. ووُضع تمثال نصفي لكروغ فوق قبرها في أوسلو، والتمثال البرونزي من صُنع النحاتة أمبروزيا تونيسين عام 1919.
هناك شوارع تحمل اسمها في تروندهايم، منها شارع جينا كروغ في بيرساونت والذي حمل هذا الاسم منذ عام 1956. وهناك شارعٌ آخر في ضاحية لامبيرتسيتر في أوسلو. تمنح الجمعية النرويجية لحقوق المرأة جائزة تحمل اسمها (جائزة جينا كروغ) منذ عام 2009 تخليداً لاسمها[19]، وتُمنح الجائزة للنساء النرويجيات لطرحهن قضايا نسوية.
في الثامن من شهر مارس عام 2013، وفي يوم المرأة العالمي، أعلنت وزارة الطاقة والبترول النرويجية إعادة تسمية حقل Dagny النفطي ليصبح اسمه جينا كروغ تكريماً لها.